# Operation Sommarregn
Operation Sommarregn (hebreiska: מבצע גשמי קיץ, Mivtza Gishmey Kayitz) var en israelisk militär operation i Gazaremsan som inleddes den 28 juni 2006 och avslutades den 26 november 2006.

## Bakgrund
Händelserna var en del av Israel-Palestina-konflikten. Läget hade varit spänt ett tag på grund av att  israeliska områden beskjutits med Qassam-raketer från Gazaremsan – inga förluster hade dock rapporterats sedan Israels tillbakadragande från Gaza i september 2005 – samtidigt som Israel besköt Gazaremsan med artillerigranater.
Sedan Israels tillbakadragande från Gazaremsan har palestinska grupper skjutit tusentals hemmagjorda Qassamraketer mot israeliska byar och städer nära Gazaremsan, såsom Sderot.
Den 9 juni 2006 dog nio palestinier i explosion på en strand i Gazaremsan. Vem som är skyldig är inte klarlagt. Efter detta avbröt Hamas formellt sin 16 månader långa vapenvila. Den 13 och 20 juni dödades sammanlagt 14 palestinier vid israeliska missilattacker.
Den 24 juni gick israeliska soldater in i Gazaremsan och tillfångatog två palestinier, bröderna Osama och Mustafa Muamar. Detta var första gången Israel tillfångatog palestinier inne i Gaza sedan tillbakadragandet 2005. Israel hävdar att de är Hamasmedlemmar. BBC och Al Jazeera har rapporterat att enligt Hamas så är deras far medlem men inte bröderna själva. En av bröderna är läkare och den andra är studerande, enligt Al Jazeera. Bland andra Noam Chomsky har hävdat att tillfångatagandet av de två palestinska bröderna var startskottet på årets konflikt i Gaza och den följande konflikten i Libanon.
Den 25 juni gick beväpnade palestinier in i Israel från Gazaremsan via en provisorisk tunnel och attackerade en israelisk gränspostering. Två palestinier och två israeliska värnpliktiga dödades. Den israeliska soldaten Gilad Shalit kidnappades av palestinierna. Palestinierna krävde i en rad uttalanden att alla kvinnliga palestinska fångar och fångar under 18 år skulle släppas. Mer än 8 000 palestinier hålls fångna av Israel.

## Operationen
Operation Sommarregn började den 28 juni då israeliska styrkor gick in i flyktinglägret Khan Yunis i södra delen av Gazaremsan. Det av israelerna angivna målet för operationen var att frita den tillfångatagna soldaten Gilad Shalit.
Den 29 juni kidnappades även två unga israeliska bosättare på Västbanken varav minst en återfanns ihjälskjuten.
En av Israels första insatser var att förstöra ett palestinskt elkraftverk, vilket resulterade i att hela det tätbefolkade Gaza City till stora delar blev strömlöst. Elverket är byggt med svenskt bistånd. Utrikesminister Jan Eliasson protesterade mot Israels handling. Senare bombade israeliskt flyg fem transformatorstationer, vilket fick som resultat att omkring 700 000 människor, större delen av Gazaremsans befolkning, blev utan elkraft. Det innebar bl.a. akut vattenbrist och stillastående kloak- och bevattningssystem i sommarhettan. Gazaremsans befolkning är särskilt utsatt, då den rådande ekonomiska krisen redan skapat en nödsituation på många håll.
Den 29 juni grep israeliska styrkor 64 Hamas-företrädare, däribland 26 valda parlamentsledamöter och åtta regeringsmedlemmar.
I samband med att offensiven inleddes kränkte israeliskt flyg även syriskt luftrum och flög lågt över bl.a. ett område där Syriens president Bashar al-Assad har en bostad. Syrien svarade med att beskjuta de israeliska flygplanen som jagades iväg från syriskt territorium.
Den 6 augusti grep israeliska soldater ytterligare två Hamas-politiker, parlamentarikern Fadel Hamdan och det palestinska parlamentets talman Aziz Dweik. Nästa dag fick Dweik föras till sjukhus. Israel och Hamas uppgav olika orsaker till sjukhusvistelsen.
Den 14 augusti hölls fortfarande fyra av de palestinska ministrarna och 20 av parlamentsledamöterna tillfångatagna i Israel.
Den 19 augusti grep israeliska soldater den palestinske vice premiärministern Nasser al-Shaer i hans hem i Ramallah på Västbanken. al-Shaer är även högt uppsatt medlem i Hamas. Den 27 augusti tillfångatogs ännu en Hamas-parlamentariker på Västbanken, Mahmud Mesleh.
Den 1 november startade Israel en ny offensiv kallad Operation Höstmoln, den största operationen sedan Operation Sommarregn.
Gilad Shalit utväxlades 18 oktober 2011 i utbyte mot 477 palestinska fångar.